# Walid Khalidi

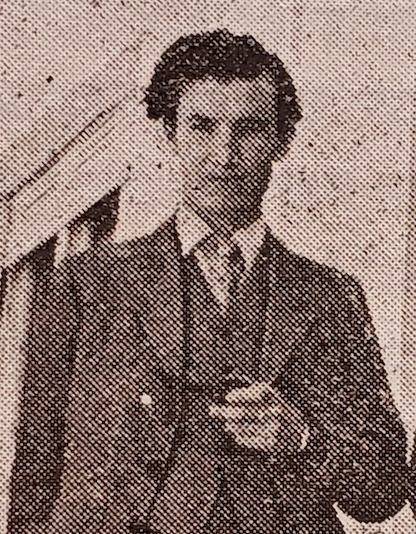
Walid Khalidi (1947)

Walid Ahmad Salih Khalidi (arabisch وليد خالدي, DMG Walīd Ḫālidī, * 1925 in Jerusalem, Mandatsgebiet Palästina) ist ein palästinensischer Historiker, der hauptsächlich zur Geschichte der Palästinenser im 20. Jahrhundert, dem israelisch-arabischen Krieg sowie der Vertreibung und Flucht der arabischen Palästinenser publiziert. Er lehrte u. a. an der Amerikanischen Universität Beirut sowie der Harvard University und ist Mitbegründer des Institute for Palestine Studies. Außerdem gehörte er mehrmals arabischen bzw. palästinensischen Delegationen bei internationalen Friedensverhandlungen an.

## Leben und Wirken

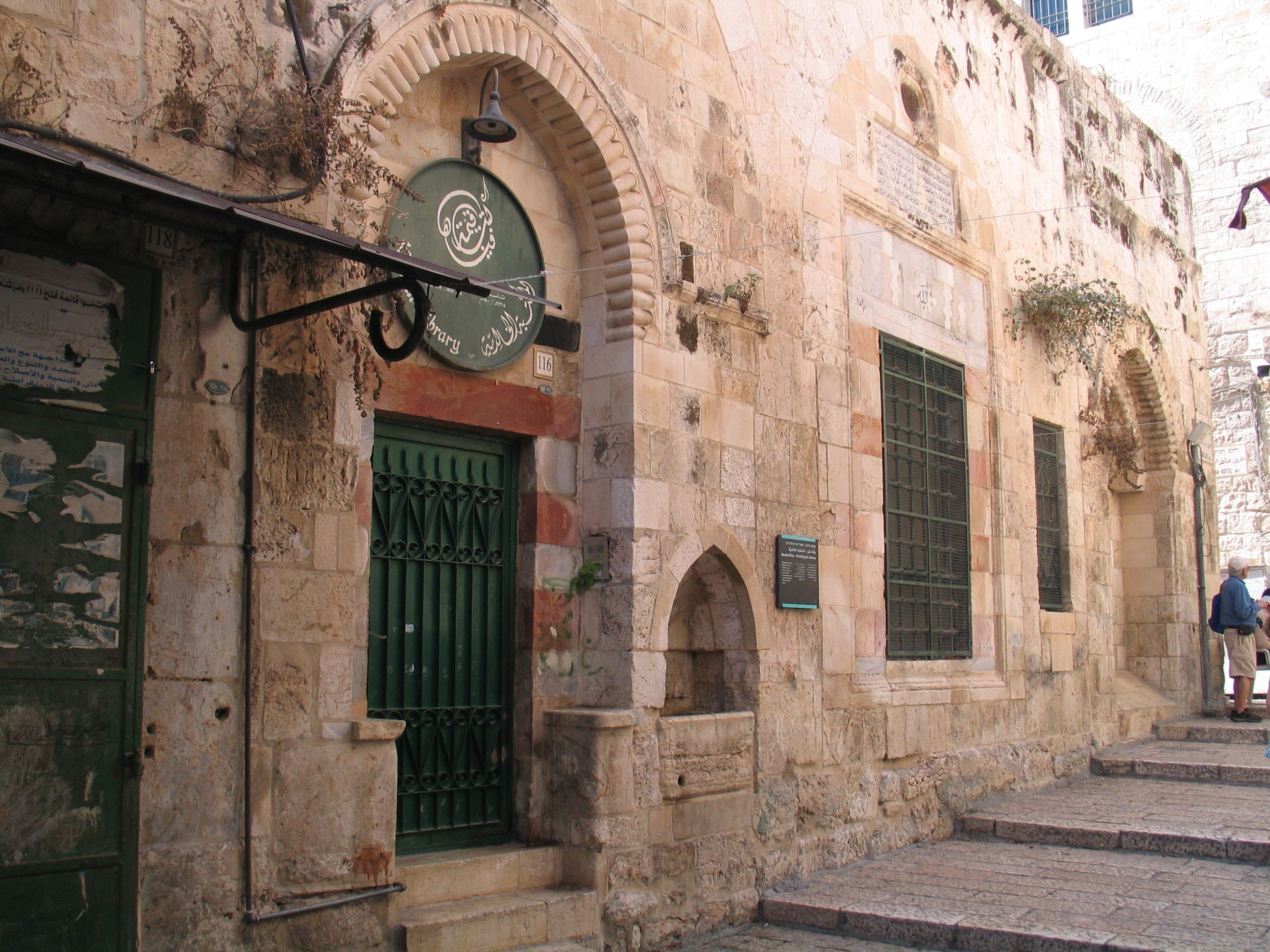
Die Khalidi-Bibliothek in der Jerusalemer Altstadt

Khalidi entstammt einer prominenten arabischen Gelehrtenfamilie, die seit Generationen in Jerusalem ansässig ist. Sein Großvater, der Richter Raghib al-Khalidi, gründete 1900 die Khalidi-Bibliothek in der Jerusalemer Altstadt, eine der bedeutendsten Sammlungen arabischer Manuskripte. Sein Vater Ahmad Samih Khalidi (1896–1951), war Lehrer und leitete von 1925 bis 1948 das Jerusalemer Arab College, die renommierteste Sekundarschule und Akademie für Lehrerausbildung in Palästina. Er arbeitete auch in der Bildungsbehörde der britischen Mandatsverwaltung. Walid Khalidi selbst besuchte die anglikanische St. George’s School und das Arab College in Jerusalem. Dann ging er zum Studium nach England, an der Universität London schloss er 1945 den Bachelor of Arts in Philosophie ab.
Anschließend kehrte er zunächst nach Jerusalem zurück und arbeitete dort beim Informationsbüro der Arabischen Liga, die sich für die Unabhängigkeit Palästinas und gegen die Schaffung eines jüdischen Staats sowie den UN-Teilungsplan einsetzte. In dieser Zeit wurde er ein enger Freund der beiden Schriftsteller Wolfgang Hildesheimer und Dschabra Ibrahim Dschabra. In Jerusalem zählte er zum Kreis der Personen, die sich in der Villa von Katy Antonius, dem späteren Shepherd-Hotel, zu Unterhaltungen und Gesprächen trafen. Khalidi heiratete 1945 die Libanesin Rasha Salam, mit der er zwei Kinder bekam. Der libanesische Politiker Saeb Salam war daher sein Schwager. Während des Palästinakriegs 1948 war er im Libanon und konnte anschließend nicht nach Palästina zurückkehren. Stattdessen ging er erneut nach England, wo er sein Studium an der Oxford University fortsetzte und 1951 mit einem Master of Letters in Islamkunde abschloss. Anschließend lehrte Khalidi als Dozent an der Orientalistischen Fakultät von Oxford. Er beschäftigt sich seit den 1950er Jahren mit der Nakba, der Vertreibung und Flucht der arabischen Palästinenser während des Krieges von 1948 und der Gründung des Staates Israel.
Aus Protest gegen den britisch-französisch-israelischen Angriff auf Ägypten im Suezkrieg 1956 gab er seine Stelle an der Universität Oxford auf und lehrte danach bis 1982 in der Abteilung für Politikwissenschaft und  öffentliche Verwaltung der Amerikanischen Universität Beirut. An der Seite seines Schwagers Saeb Salam engagierte er sich politisch in der nasseristischen Bewegung Arabischer Nationalisten, die während der Libanonkrise 1958 die Regierung des Präsidenten Camille Chamoun bekämpfte. Neben Constantin Zureik war Khalidi 1963 Mitbegründer des Institute for Palestine Studies in Beirut. Außerdem wirkte er an der Gründung der Königlichen Wissenschaftlichen Gesellschaft Jordaniens in Amman (1966) und des Center for Arab Unity Studies in Beirut (1975) mit. Nach dem Sechstagekrieg 1967 beriet er die irakische Vertretung bei den Vereinten Nationen. Zwischenzeitlich hatte er auch Aufenthalte als Gastwissenschaftler bzw. Gastprofessor an den Universitäten Princeton (1960/61) und Harvard (1976–78 sowie 1979–81).
Ab 1982 arbeitete Khalidi bis zu seinem Eintritt in den Ruhestand 1997 als Senior Research Fellow am Center for Middle Eastern Studies der Harvard-Universität. Im März 1983 gehörte er als palästinensischer Vertreter einer von König Hussein I. von Jordanien angeführten Delegation der Arabischen Liga an, die sich mit der britischen Premierministerin Margaret Thatcher traf, um das Recht des palästinensischen Volkes auf Selbstbestimmung zu bekräftigen. Er gehörte 1991 zur gemeinsamen jordanisch-palästinensischen Delegation bei der Friedenskonferenz von Madrid und nahm anschließend an zwei bilateralen Gesprächsrunden mit Israel in Washington, D.C. teil. Im Jahr 1993 war er Gründungsmitglied des Center for Muslim-Christian Understanding an der Georgetown University, dessen wissenschaftlichem Beirat er als stellvertretender Vorsitzender bis 2006 angehörte. Weiterhin ist er Vorsitzender des Stiftungsrats der Khalidi-Bibliothek in Jerusalem.
Khalidis zahlreiche Veröffentlichungen befassen sich mit den Ursprüngen des arabisch-israelischen Konflikts aus arabisch-palästinensischer Perspektive, der Zerstörung arabischer Siedlungen und der Flucht und Vertreibung der Palästinenser aus dem heutigen Israel (Nakba). Er vertrat die These, dass der Palästinakrieg aus zwei getrennten Kriegen bestanden habe, und machte damit auf den vorangegangenen Bürgerkrieg im damaligen Mandatsgebiet aufmerksam. 1994 wurde Khalidi in die American Academy of Arts and Sciences gewählt. Die Amerikanische Universität Beirut verlieh im 2010 die Ehrendoktorwürde. Walid Khalidis jüngerer Cousin Rashid Khalidi (* 1948) ist ebenfalls Historiker, der sich mit der Geschichte der Palästinenser befasst.

## Werke
- (1959) Why Did the Palestinians Leave? Middle East Forum, 24, 21–24, (July 1959). Reprinted as Why Did the Palestinians Leave Revisited. 2005, In: Journal of Palestine Studies. XXXIV, No. 2, 42–54.
- (1959) The Fall of Haifa. Middle East Forum, 35, 22–32, (December 1959).
- (1961) Plan Dalet: The Zionist Master Plan for the Conquest of Palestine. jstor, Middle East Forum, 37(9), 22–28, (November 1961).
- (1974) Palestine and the Arab-Israeli Conflict: An Annotated Bibliography. Institute for Palestine Studies.
- (1978) Thinking the unthinkable: A sovereign Palestinian State. Foreign Affairs, 56(4), 695–713.
- (1981) Regiopolitics: Toward a U.S. Policy on the Palestine Problem. Foreign Affairs.
- (1983) Conflict and Violence in Lebanon: Confrontation in the Middle East. Harvard University Press, ISBN 0-674-16075-4.
- (1984) Before Their Diaspora: A Photographic History of the Palestinians, 1876–1948. Institute for Palestine Studies, ISBN 0-88728-144-3 (Neuauflage 2010)
- (1985) A Palestinian Perspective on the Arab-Israeli Conflict. In: Journal of Palestine Studies. 14(4) (Summer, 1985), pp. 35–48.
- (1987) From Haven to Conquest: Readings in Zionism and the Palestine Problem until 1948. Institute of Palestine Studies, Washington DC.
- (1988) Toward Peace in the Holy Land. Foreign Affairs.
- (1989) At a Critical Juncture: The United States and the Palestinian People. Center for Contemporary Arab Studies, Georgetown University.
- (1991) The Gulf Crisis: Origins and Consequences. In: Journal of Palestine Studies, 20(2) (Winter, 1991), pp. 5–28.
- (1992) All That Remains: The Palestinian Villages Occupied and Depopulated by Israel in 1948. Institute for Palestine Studies, ISBN 0-88728-224-5 (Mitherausgeber: Albert E. Glock).
- (1992) Palestine Reborn. I. B. Tauris, ISBN 1-85043-563-4.
- (1993) Benny Morris and Before Their Diaspora. In: Journal of Palestine Studies, 22(3) (Spring, 1993), pp. 106–119.
- (1993) The Jewish-Ottoman Land Company: Herzl's Blueprint for the Colonization of Palestine. In: Journal of Palestine Studies. 22(2) (Winter, 1993), pp. 30–47.
- (1996) Islam, the West and Jerusalem. Center for Contemporary Arab Studies & Center for Muslim-Christian Understanding, Georgetown University.
- (1996) Revisiting the UNGA Partition Resolution. In: Journal of Palestine Studies, 27(1) (Autumn, 1997), pp. 5–21.
- (1998) Khamsuna 'aman a'la taqsim Filastin. Fifty years since the Partition of Palestine (1947–1997), Dar al-Nahar, Beirut (arabisch).
- (1998) Selected Documents on the 1948 Palestine War. In: Journal of Palestine Studies. 27(3), 79.
- (1999) Dayr Yasin: al-Jum'a, 9/4/1948. Dayr Yasin: Friday, 9 April 1948. Institute for Palestine Studies, Beirut (arabisch).
- (2000) The Ownership of the U.S. Embassy Site in Jerusalem. Institute for Palestine Studies, ISBN 0-88728-277-6.
- (2005) On Albert Hourani, the Arab Office, and the Anglo-American Committee of Inquiry 1946. In: Journal of Palestine Studies. vol 35, no. 1 (autumn 2005): 60–79.
- (2014) Palestine and Palestine Studies: One Century after World War I and the Balfour Declaration. Center of Palestine Studies, SOAS, University of London First Annual Lecture, 6 March 2014.